# Rexnord
Rexnord ist ein US-amerikanisches Unternehmen mit Sitz in Milwaukee, welches dem Investmentunternehmen Apollo Management gehört. Rexnord stellt Wälzlager und verschiedene Ketten (z. B. Rollenketten) her. Außerdem werden davon abgeleitete Produkte wie Becherwerke und Kettenförderer gefertigt. Die Tochterunternehmen produzieren Armaturen.
Die deutsche Vertretung (Rexnord Kette GmbH, ehemals Siemag) hat ihren Sitz in Betzdorf, Rheinland-Pfalz.

## Tochtergesellschaften
- Zurn Industries

## Geschichte
Rexnord wurde 1892 als Chain Belt Company gegründet. 1964 wurde der Name in Rex Chainbelt, Inc. geändert. Unter ihrem seit 1967 amtierenden Präsidenten William C. Messinger wuchs das Unternehmen, auch durch Übernahmen, zu einem diversifizierten Großkonzern. 1970 wurde die Nordberg Manufacturing Company übernommen, was drei Jahre später zur Umfirmierung in Rexnord führte.
1985 wurde die Electronic Modules Corporation (EMC), ein Automatisierungsspezialist, für 100 Mio. $ aufgekauft.
1987 wurde Rexnord von Banner Industries übernommen, die das Unternehmen 1992 an BTR plc verkaufte, die wiederum von der Invensys übernommen wurde, die 2013 in der französischen Schneider Electric S.E. aufging.
2002 übernahm die Investmentgesellschaft Carlyle Group das Unternehmen und übergab es 2006 an die Private-Equity-Gesellschaft Apollo Management. 
Es folgten seitdem die Übernahmen von GA Industries, Zurn Industries, Fontaine Alliance, VAG Armaturen und Autogard Holdings.
Im Zuge einer Konsolidierung verkaufte Rexnord 2011 den Getriebehersteller Stephan-Werke, Hameln, an die indische Premium Transmission Ltd., die zur Karun Carpets Holding der Thapar Group gehört. 2018 wurde auch die VAG wieder verkauft, und zwar an die Aurelius Beteiligungsgesellschaft.
Im April 2021, wurde die Water Management Division als Zurn Water Solutions Corporation in ein unabhängiges Unternehmen abgespalten.
Im Oktober 2021 fusionierte Rexnord mit Regal Beloit, welche in Regal Rexnord Corporation umbenannt wurde.